# Straitjacket Fits (album)
Straitjacket Fits è una compilation long playing dell'omonimo gruppo musicale neozelandese, pubblicata nel 1998 dalla Flying Nun Records in Nuova Zelanda.

## Tracce
Disco 1
1. Dialling A Prayer (da Life in One Chord)
2. Burn It Up (da Blow)
3. Headwind (da Melt)
4. She Speeds (da Life in One Chord)
5. Down In Splendour (da Melt)
6. Let It Blow (da Blow)
7. If I Were You (da Blow)
8. Missing Presumed Drowned (da Melt)
9. Rollerride (da Melt)
10. Sparkle That Shines (da Life in One Chord)
11. Bad Note For A Heart (da Melt)
12. Done (da Done)
13. APS (da Melt)
14. Cat Inna Can (da Blow)
15. Life In One Chord (da Hail)
16. Cast Stone (da Melt)

Disco 2
1. APS (registrazione dal vivo al Wireless, 1991)
2. Such A Daze (registrazione dal vivo al Wireless, 1991)
3. Brittle (dalla compilation "No Alternative" del 1993)
4. Sycamore (da Cat Inna Can)
5. Skin To Wear (Stripped Back Mix) (da Bad Note For A Heart)

## Formazione
- David Wood (basso)
- John Collie (batteria)
- Mark Petersen (chitarra)
- Shayne Carter (chitarra, voce)